# Arrondissement d'Eimsbüttel

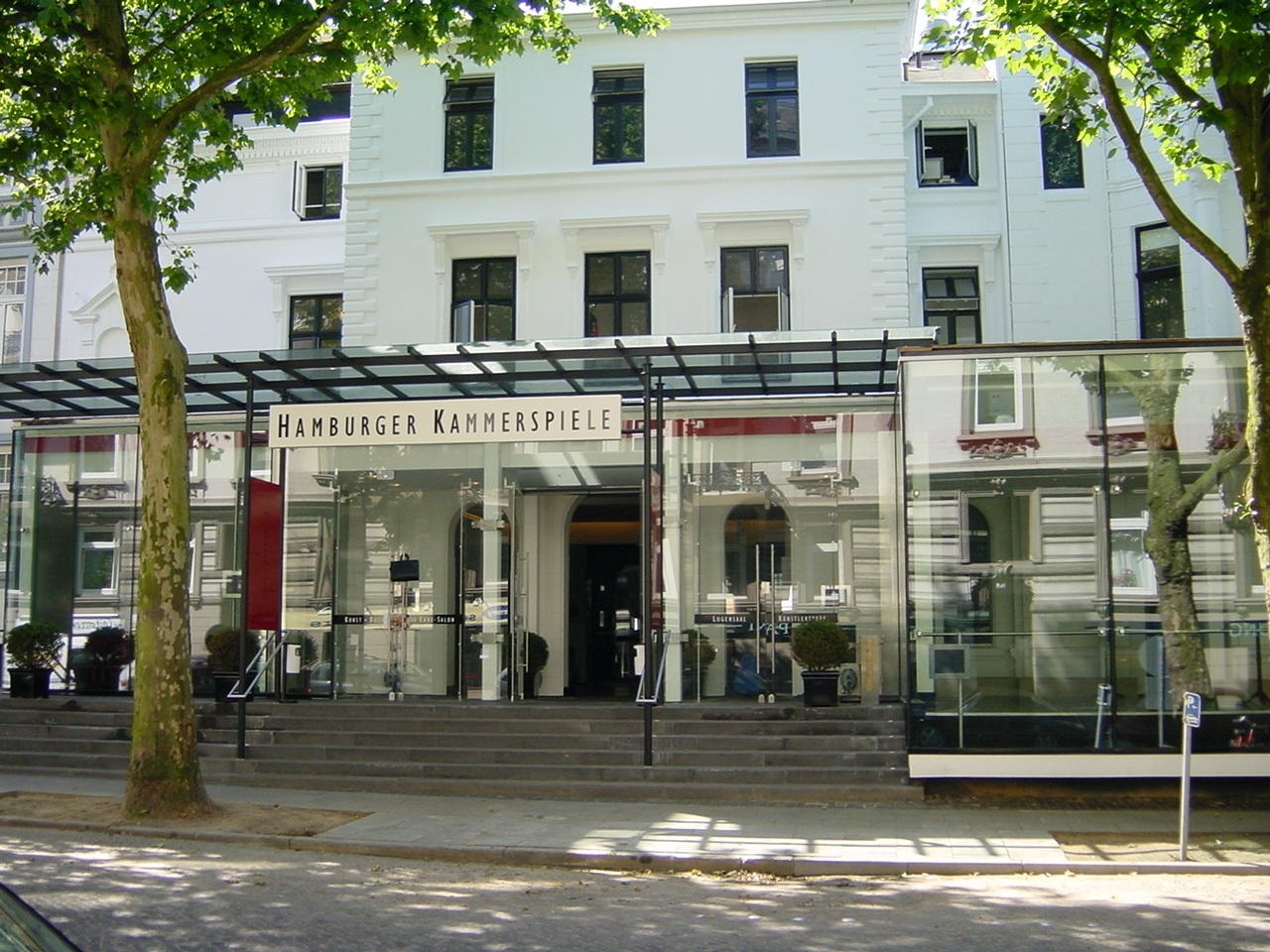
Hamburger Kammerspiele.

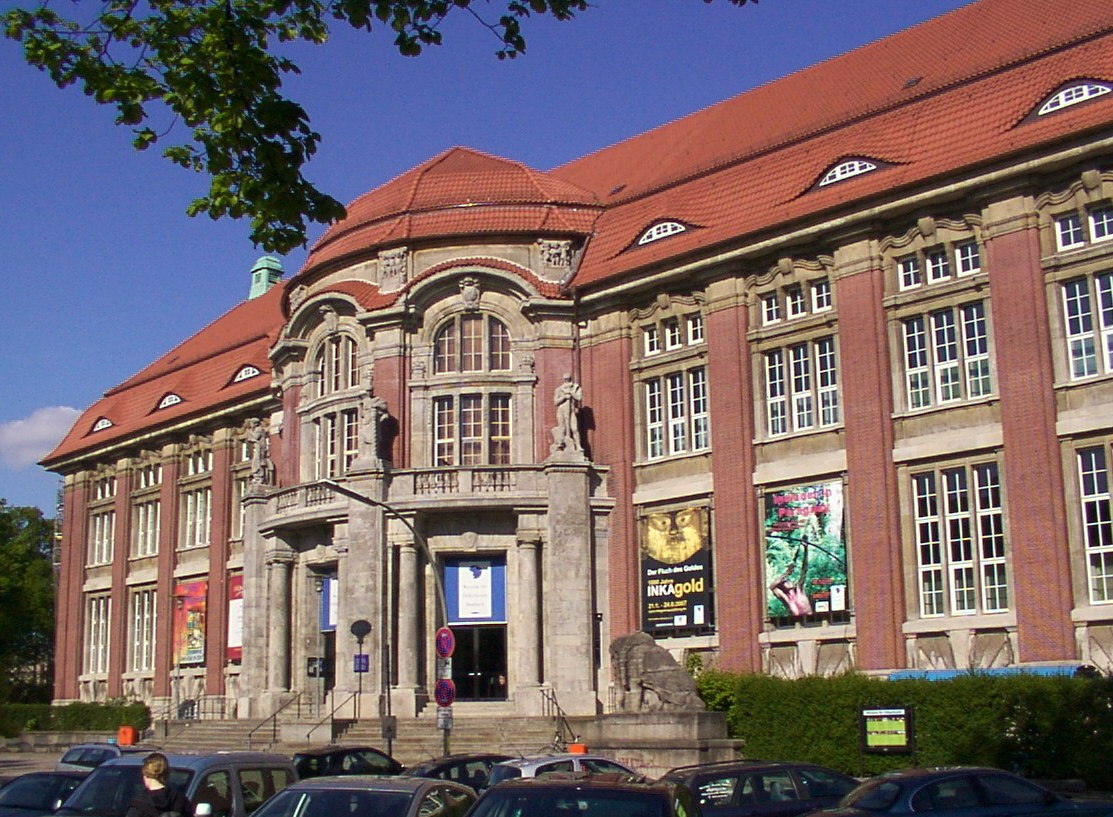
Museum für Völkerkunde.

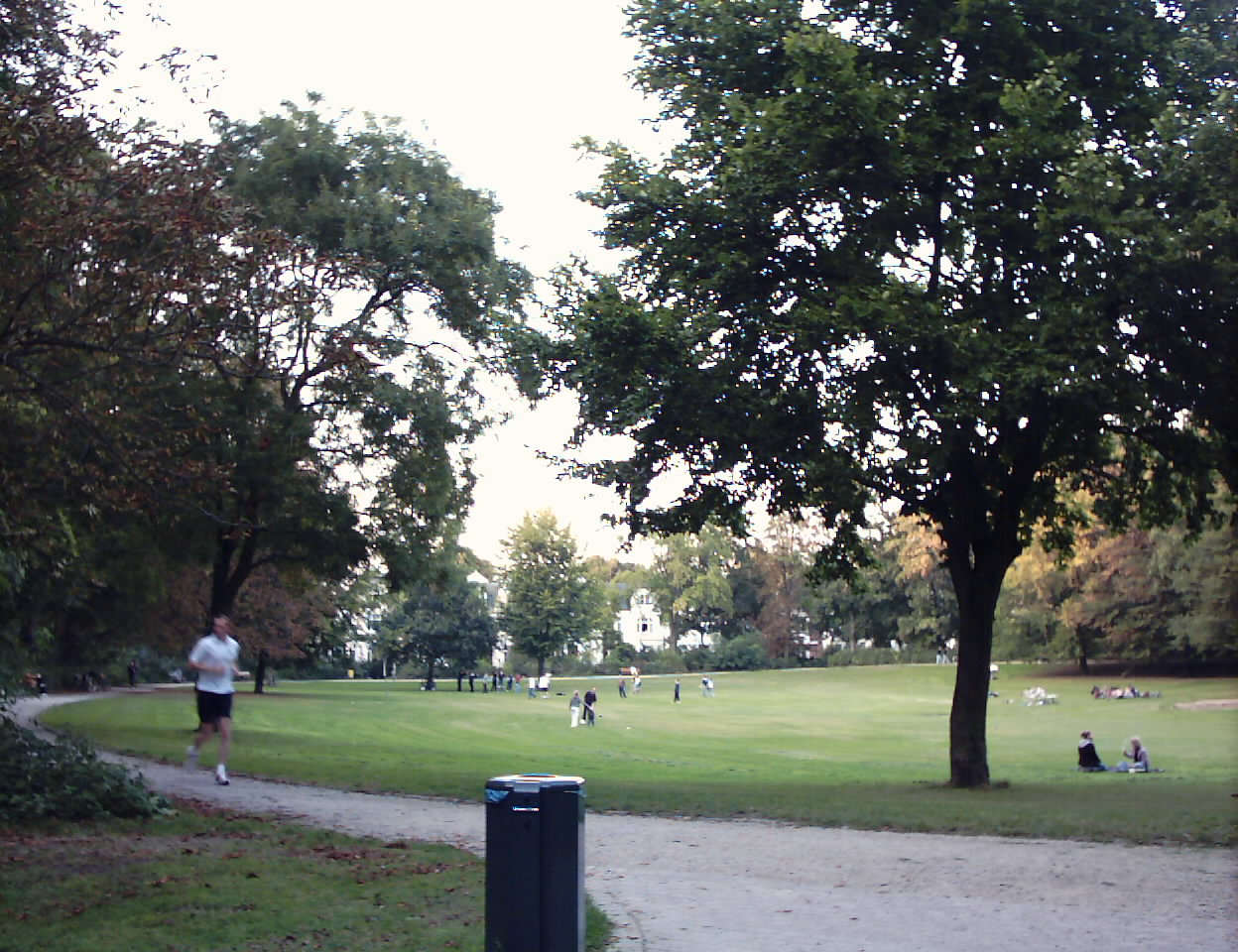
Innocentiapark.

Eimsbüttel est un arrondissement de la ville de Hambourg, en Allemagne. Il se trouve au nord-ouest de la ville, entre Altona et Hamburg-Nord. C'est dans cet arrondissement que se trouve l'Université de Hambourg, et le quartier universitaire se trouve dans Rotherbaum. Eimsbüttel comptait 246 087 habitants en 2006. Au nord-est de l'arrondissement se trouve l'aéroport de Hambourg, dans les quartiers de Niendorf et Lokstedt. Au nord commence le Land de Schleswig-Holstein.

## Quartiers
L'arrondissement se divise lui-même en plusieurs quartiers : Eimsbüttel, Rotherbaum, Harvestehude, Hoheluft-West, Lokstedt, Niendorf, Schnelsen, Eidelstedt et Stellingen.

## Culture
Eimsbüttel contient de nombreux théâtres et musées. On trouve notamment le Hamburger Kammerspiele, le Theater N.N., le Theater Zeppelin, ou le Museum für Völkerkunde.

## Parcs
L'arrondissement contient de nombreux parcs : Hamburger Außenalster, Innocentiapark, Moorweide, Eimsbüttler Park, Unnapark, Wehberspark, Wassermannspark, Niendorfer Gehege, ainsi que le zoo de Hagenbeck.

## Économie
De nombreuses entreprises sont basées à Hambourg, et en particulier dans Eimsbüttel. La firme Beiersdorf a par exemple son siège sur la Unnastraße.